# Hochwildstelle
Hochwildstelle (též Hohe Wildstelle) je hora v alpském pohoří Nízké Taury, s výškou 2747 m n. m. druhá nejvyšší v Schladmingských Taurách a nejvyšší výhradně na štýrském území (vyšší Hochgolling leží na hranicích se Salcburskem a nejvyšší hora ve Štýrsku Hoher Dachstein leží na hranicích s Horními Rakousy). Ostrý vrcholový hřeben s mohutnými skalními stěnami dominuje okraji pohoří podél údolí Enže, které vybíhá z hlavního hřebene Alp směrem na sever.

## Přístup

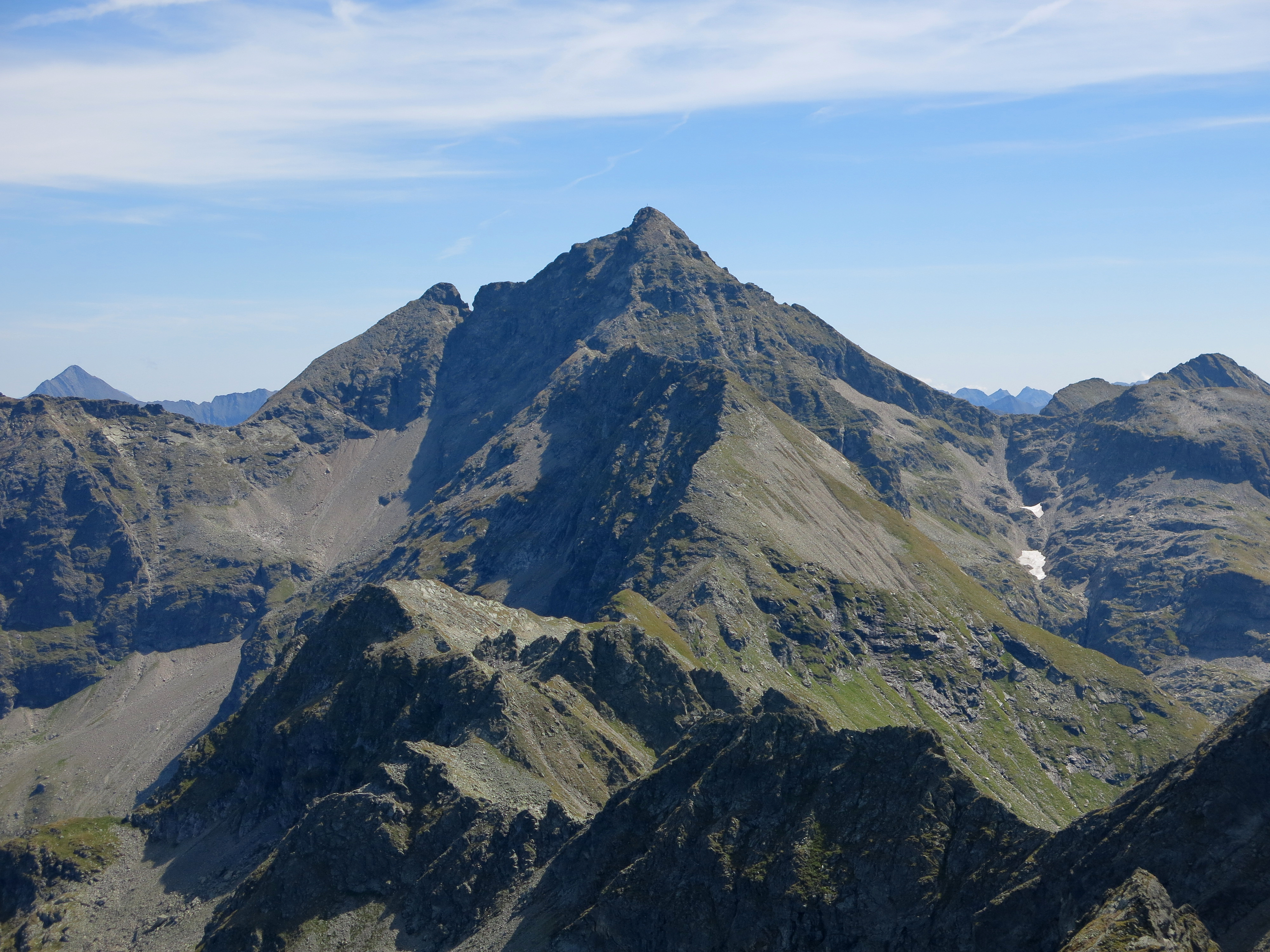
Hochwildstelle ze severozápadu

Na Hochwildstelle vedou značené cesty ze dvou směrů:
- Ze západního sedla Neualmscharte (2347 m) přes Kleine Wildstelle a severozápadní aretu za 1 hodinu, I. stupeň obtížnosti UIAA. Sedla Neualmscharte může být dosaženo za 2-3 hodiny od chaty Hans-Wödl-Hütte (na severu) nebo od chaty Preintaler (na jihu) po značených turistických stezkách.
- Z jižního sedla Wildlochscharte (2488 m) přes jižní aretu za 1 hodinu, také I. stupeň obtížnosti UIAA. Sedla Wildlochscharte může být dosaženo za 2 hodiny po značené cestě od chaty Preintaler nebo Breitlahn Hut (1100 m, na východě).